# Травин, Дмитрий Яковлевич
Дми́трий Я́ковлевич Тра́вин (род. 1 мая 1961, Ленинград) — российский публицист, экономист и политолог. Автор ряда книг по исторической социологии, посвящённых проблемам модернизации России. Кандидат экономических наук.

## Биография
Отец, Яков Львович Травин (1929—2009), работал заместителем генерального директора Ленинградского кожевенного объединения им. Радищева. Мать, Лина Фёдоровна Травина (род. 1936), работала научным редактором издательства «Химия».
Окончил с красным дипломом экономический факультет ЛГУ (1983, учился на одном курсе с Андреем Илларионовым и Алексеем Кудриным).
В 1983—1988 годах преподавал экономику в Ленинградском химико-фармацевтическом институте.
В 1988—1990 годах обучался в аспирантуре ЛГУ на кафедре экономики современного капитализма (ныне — кафедра экономики зарубежных стран). Кандидат экономических наук (1990; диссертация посвящена проблемам крупного американского бизнеса, работающего в фармацевтической промышленности. Тема диссертации: «Фармацевтический бизнес монополий США, 70-е-80-е годы»).
В 1991 году работал в Комитете по экономической реформе Ленгорисполкома (председателем комитета был А. Б. Чубайс). В тот же период опубликовал несколько статей на тему свободной экономической зоны.
В 1991—2008 годах основной работой была журналистика:
- 1991—1993 годы — обозреватель газеты «Час Пик».
- 1993—1996 годы — обозреватель газеты «Санкт-Петербургское Эхо».
- 1996—2008 годы — обозреватель еженедельника «Дело», в 2001—2008 годах — заместитель главного редактора.

Публиковался также в других газетах Санкт-Петербурга, журналах «Звезда» и «Нева». Постоянный участник передачи на радио «Эхо Москвы в Санкт-Петербурге» («Особое мнение»).
Преподавал на факультете менеджмента, факультете международных отношений и факультете журналистики СПбГУ, в Высшей школе экономики (курсы «История западных модернизаций», «История российских экономических реформ»).

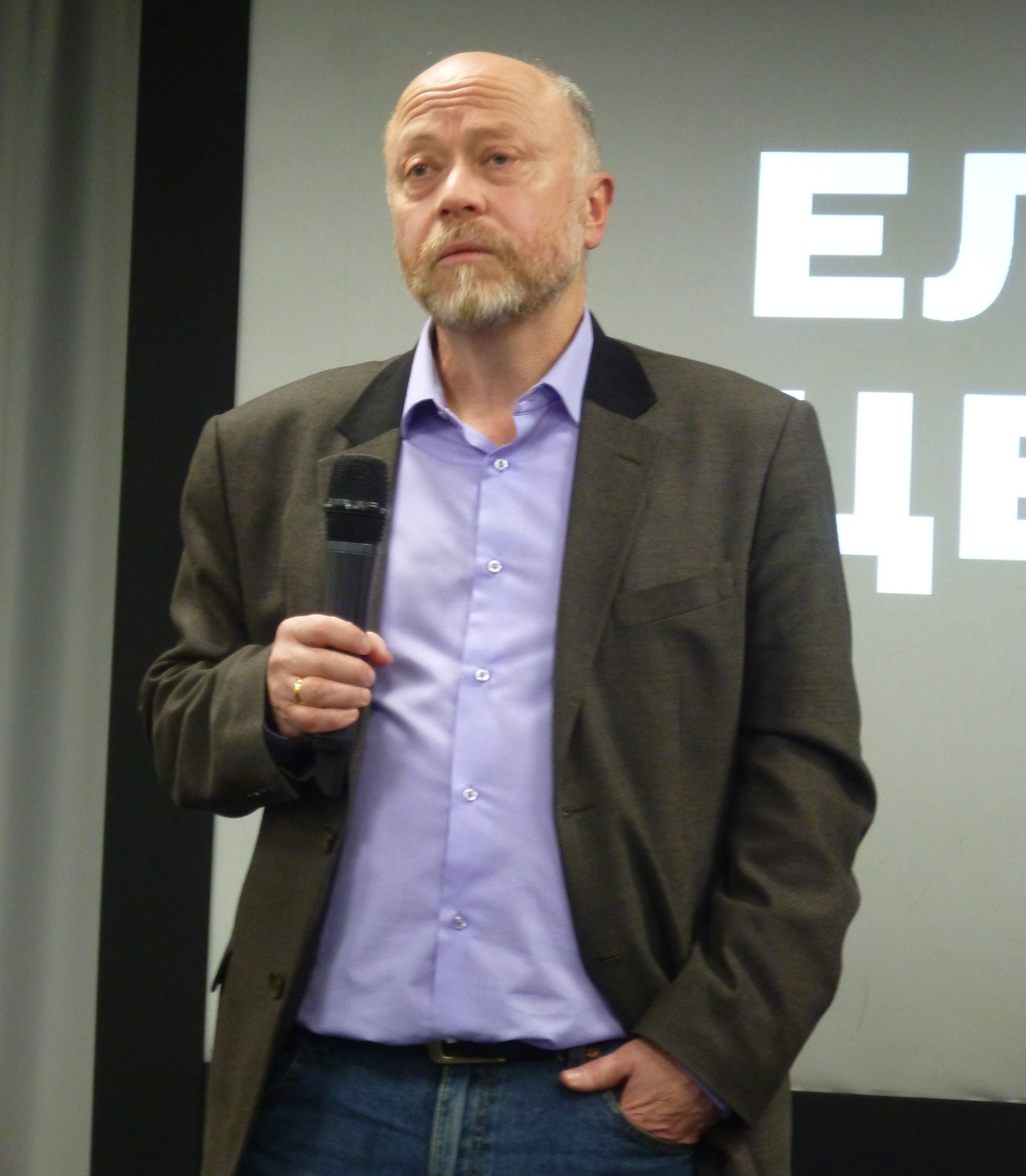
Дмитрий Травин в 2023 году

Известен своими публикациями в газетах «Ведомости» и «Новая газета», а также в интернет-изданиях Росбалт, Republic, Economy Times.
В 2008—2024 годах — профессор, научный руководитель Центра исследований модернизации в Европейском университете в Санкт-Петербурге.

## Семья
Жена — Елена Михайловна Травина (Короткова), кандидат философских наук, историк-краевед, координатор исследовательской группы «Старые дачи», автор ряда книг по дореволюционной истории дачных местностей Карельского перешейка.
Сын — Иван Дмитриевич Травин (род. 1994), историк-медиевист, младший научный сотрудник и хранитель Западноевропейской секции Архива Санкт-Петербургского института истории РАН.

## Премии
Лауреат ряда журналистских конкурсов в Санкт-Петербурге и России, в том числе премии «Золотое перо» — обладатель Гран-при по итогам 2003 года — Журналист года. В феврале 2016 года возглавил работу жюри конкурса «Золотое перо» — 2015.
Лауреат Международной Леонтьевской медали «За вклад в реформирование экономики» (2008) — «за выдающиеся заслуги в исследовании вопросов теории и практики модернизации, проблем российской экономики, освещение её реформирования в СМИ и вклад в экономическое образование».

## Книги
- Травин Д. Я. Пути реформ. — СПб.: Журнал «Звезда», 1995.
- Дмитриев М. Э., Травин Д. Я. Российские банки: На исходе золотого века. — СПб.: Норма, 1996.
- Пенсионная реформа в России: Причины, содержание, перспективы / Под общей редакцией М. Э. Дмитриева, Д. Я. Травина. — СПб.: Норма, 1998.
- Травин Д. Я. Железный Винни-Пух и все, все, все: Либерализм и либералы в российских реформах. — СПб.: «Дело», 2004.
- Травин Д. Я., Маргания О. Л. Европейская модернизация: В 2-х книгах. — М.: АСТ, Terra Fantastica, 2004. — (Philosophy).
- Травин Д. Я. Путинская Россия: От рассвета до отката. — СПб.: Дело, 2008[12].
- Травин Д. Я. Путинская Россия: От рассвета до отката. — СПб.: Дело, 2009[12].
- Травин Д. Я. Очерки новейшей истории России. Книга первая: 1985—1999. — СПб.: Норма, 2010.
- Травин Д. Я. Модернизация общества и восточная угроза России // Пути модернизации: Траектории, развилки, тупики / Под ред. В. Я. Гельмана, О. Л. Маргания. — СПб.: Издательство ЕУСПб, 2010.
- Травин Д. Я., Маргания О. Л. Модернизация: От Елизаветы Тюдор до Егора Гайдара. — М.: АСТ, Terra Fantastica, 2011.
- Травин Д. Я. Крутые горки XXI века: Постмодернизация и проблемы России. (2-е изд.)[13] — СПб.: Издательство ЕУСПб, 2019. — 336 с.
- Травин Д. Я., Маргания О. Л. Модернизация: От Елизаветы Тюдор до Егора Гайдара. (2-е изд., сокр.) — СПб.: Норма, 2016.
- Травин Д. Я. Просуществует ли путинская система до 2042 года? — СПб.: Норма, 2016. — 352 с.
- Травин Д. Я., Гельман В. Я., Заостровцев А. П. Российский путь: Идеи, Интересы, Институты, Иллюзии[14] — СПб.: Издательство ЕУСПб, 2017.
- Травин Д. Я. «Особый путь» России: От Достоевского до Кончаловского[15]. — СПб.: Издательство ЕУСПб, 2018.
- Травин Д. Я. Почему Россия отстала? — СПб.: Издательство ЕУСПб, 2021. — 368 с. — ISBN 978-5-94380-333-8.
- Травин Д. Я. Как государство богатеет: путеводитель по исторической социологии. — М.: Издательство Института Гайдара, 2022. — 400 с. — ISBN 978-5-93255-585-9.
- Травин Д. Я. Русская ловушка. — СПб.: Издательство Европейского университета, 2023. — 448 с.
- Как мы жили в СССР. — М.: Новое литературное обозрение, 2024. — 512 с. — ISBN 978-5-4448-2531-0
- Пути России от Ельцина до Батыя: История наоборот. — М.: Новое литературное обозрение, 2025. — 416 с.: ил.
- Travin D., Marganiya O. Resourse Curse: Rethinking the Soviet Experience / Gel’man V., Marganiya O., ed. Resourse Curse and Post-Soviet Eurasia. Oil, Gas and Modernization. Lanham, MD: Lexington books, 2010.
- Gel’man V., Marganiya O. and Travin D. Reexamining Economic and Political Reforms in Russia, 1985—2000. Generations, Ideas and Changes. Lanham, MD: Lexington books, 2014.
- Travin D., Gel’man V. and Marganiya O. The Russian Path: Ideas, Interests, Institutions, Illusions. Ibidem Verlag, 2020[16][17].

Сборники, написанные на основе статей в периодической печати:
- От Распутина до Путина: 50 петербуржцев XX столетия / Сборник очерков. — СПб.: Лидер (Дело), 2003. (один из авторов)
- Рождение современности: Серия сборников / Авт. проекта и сост. серии — Д. Я. Травин. — СПб.: Мидгард, 2005.
  - Восстание масс / М. Н. Золотоносов, В. П. Островский, Д. Я. Травин, Е. М. Травина.
  - СоТворение мира / Н. А. Васильева, Б. З. Докторов, М. Н. Золотоносов, В. П. Островский, Д. Я. Травин, Е. М. Травина.